# Замок-палац Бествінського (Копичинці)

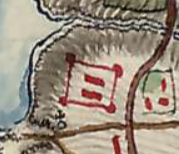
Замок-палац Бествінського на мапі Фрідріха фон Міґа, XVIII ст.

Замок-палац Бествінського — руїни-замку палацу в м. Копичинцях Копичинецької громади Чортківського району Тернопільської області України.

## Відомості
Належав шляхтичу Бествінському, з'явився у XVII столітті на місці теперішнього парку над ставом. Ще до 1949 року зберігалась кругла оборонна башта замку та руїни розкішного палацу шляхтичів Баворовських, які володіли Копичинцями з 1688 року, після того, як Барбара з Копичинських (донька Шимона Копичинського (пом. до 1631), дідича частини Копичинців, Нижнева, Вікнян) вийшла заміж втретє — цього разу за Миколая Баворовського (пом. 1663). В середині ХІХ століття граф Юзеф Баворовський (1822—1885) утворив у Копичинцях і сусідніх селах Нижбірок і Чагарівка майорат (ординацію), яка існувала аж до Другої світової війни.
Баворовські ще в XVIII столітті пристосували оборонну споруду під свої потреби, однак залишили башту та мури. Знищили палац російські війська під час Першої світової війни, а остаточно, до фундаментів комплекс розібрали вже після Другої світової, в 1949 році. Зрештою, від нього на пам'ять лишились лише старі світлини та поштівки.
Зараз на місці колишнього замку Баворовських — міський парк.